# Horacio C. Rossi
Horacio C. Rossi (nacido el 4 de octubre de 1953 en Santa Fe de la Vera Cruz y fallecido en la misma ciudad el 18 de mayo de 2008) fue un escritor y promotor cultural argentino. Gastón Gori, autor de La Forestal, lo consideró "un gran poeta, el más poeta de todos los que he conocido". En el año 2010, el Concejo Municipal de la Ciudad de Santa Fe de la Vera Cruz sancionó la ordenanza Nº 11.675, que declara la primera semana de octubre de cada año "Semana de la Poesía", en conmemoración de su nacimiento.

## Biografía y trayectoria
El 4 de octubre de 1953 nace, en la ciudad de Santa Fe de la Vera Cruz, Horacio Carlos Rossi, segundo hijo de Horacio Vicente Rossi -juez del Fuero del Trabajo- y Nélida Esperanza Mangini -maestra-. María Nélida, su hermana, tenía entonces tres años y diez meses de edad. Cuatro años después, la familia se traslada a la ciudad de Vera, donde Horacio Rossi (padre) inicia su carrera en el Poder Judicial como Defensor de Menores, y en 1960 regresan a Santa Fe luego de su nombramiento como Juez del Trabajo. Horacio Carlos Rossi cursa su escolaridad primaria en el Colegio San José de varones. 
En 1971, siendo alumno del Colegio La Salle Jobson, recibe la Medalla de Oro del Primer Premio Intercolegial Municipal de Literatura “Horacio Quiroga”, de la ciudad de Santa Fe y en 1973 comienza a cursar la carrera de Abogacía en la Universidad Nacional de Litoral. 

### Grupo "Tupambaé" (1975-1979)
En 1974, Horacio C. Rossi funda con el apoyo de Gastón Gori el grupo literario “Tupambaé”, recreando la experiencia del “Grupo Espadalirio”, formado en 1945 e integrado, entre otros, por Fernando Birri, Miguel Brascó, Leoncio Gianello, Leopoldo Chizzini Melo, el propio Gastón Gori y José Rafael López Rosas. Según este último: “Nació en primera instancia esta agrupación con fines de cooperativa editorial, pero bien pronto trascendió su intención primera proyectándose hacia una activa labor de extensión cultural, organizando salones de poemas ilustrados, cursillos, concursos y nucleando, por natural gravitación, a los jóvenes que entonces hacían sus primeras armas literarias en Santa Fe. Editó varios Cuadernos y libros”.
En las Misiones Jesuíticas se denominaba “tupambaé” (en guaraní: “tierra de Dios”) a los terrenos destinados a la labranza comunitaria. Esta denominación, adoptada por un grupo literario, constituye un nombre parlante que sugiere un ideario y una organización de trabajo colectivo. En la revista bonaerense La luna que se cortó con la botella editada por Omar Cao, Hugo Enrique Salerno e Isabel Corina Ortiz (Año 1, Nº 1, La Tablada, diciembre de 1976) se halla el siguiente aviso promocional:

Un buen trabajo de aliento y difusión de la poesía viene realizando en la ciudad de Santa Fe el grupo TUPAMBAÉ, grupo de jóvenes escritores nucleados en torno a la figura del poeta Gastón Gori, de extensa labor.

Además de Horacio C. Rossi, integraban el grupo Celia Fontán, Luis Alberto Laporta, Mónica Laurencena, Mónica Marangoni, Raúl Ignacio Guastavino, entre otros. Difundieron sus producciones a través de la Editorial “Tupambaé”, que contó con cuatro colecciones: Cuadernos de “TUPAMBAÉ”, colección “LA ROSA”, colección “Escritores Latinoamericanos” y colección “CUENTOS”. Las últimas publicaciones datan de 1979 . Entre 1976 y 1977, aproximadamente, tuvieron un programa en LRA14 Radio Nacional Santa Fe, llamado “TUPAMBAÉ: la Poesía como lenguaje” y en 1976 fecharon un manifiesto que se distribuía en las presentaciones. En un fragmento dice:

(...) Aquí se congrega el trabajo, en nuestro caso: lo vivido, hacia una asamblea de la energía creadora. Cada caudal colaborante preserva en la tarea la identidad que le es propia, dado su origen y predicamentos, así como la libertad con la que decidió avenirse al TUPAMBAÉ, a crecer juntos. Porque es tiempo de desperezarnos, de reconocernos y de crecer, para volver a ser nosotros mismos.

Los Cuadernos con autoría de Horacio Rossi fueron: Porvenir de Asombros (1975), De Dioses Derribados (1975) y Padrinazgo Nocticular (1976), que se distingue de los anteriores por un dato: en la página inicial figura el listado de los dieciséis títulos publicados hasta ese momento por la Editorial Tupambaé y al pie, la siguiente leyenda: “Horacio C. Rossi es miembro de S. A. D. E. Santa Fe”. Efectivamente, a mediados de 1976 -el mismo año en que comienza a trabajar en Gas del Estado (hoy Litoral Gas S. A.)- Horacio Rossi fue -junto a Hugo Mandón, Gastón Gori, José Luis Víttori, Mónica Laurencena, José Luis Pagés, Alejandro Damianovich y otros- socio fundador de la filial santafesina de la Sociedad Argentina de Escritores, instituida con el propósito de “defender la libertad de pensamiento y expresión, y la dignidad humana consagradas en la Constitución Nacional”.

### Grupo "Mainumbí" (1984-1989)
De 1979 a 1983 nos topamos con un hiato en los rastros literarios de Horacio Rossi. Sólo sabemos que en ese período realiza un viaje a Alemania, frecuenta la casa de Hugo Mandón, se vincula con el Coro Universitario Independiente y asiste habitualmente al Cine Arte Chaplin, en la Galería Ross de la peatonal de Santa Fe, sede por aquel entonces del Cine Club Santa Fe. Lo reencontramos recién en 1984, formando parte del Grupo Mainumbí. 
Maino i, o mainumby en guaraní clásico, es el nombre que dieron los guaraníes al colibrí. Aunque su simbología sobrevuela por toda Amerindia: Uno de los geoglifos de las líneas de Nazca lo inmortaliza y hay varias leyendas acerca de él. Una dice que los hombres al morir dejan su cuerpo en la tierra; pero su alma, desprendiéndose de él, va a ocultarse en una flor. El ave vuela de una a otra comunicando las almas y los pensamientos de las personas. Entre los guaraníes, en particular, es confidente y consejero del shaman. En un artículo titulado “Chonó kybwyrá: Aves y almas en la mitología guaraní”, el etnólogo paraguayo León Cadogan recogió el siguiente testimonio:

“Nosotros los oporaíva (cantores, shamanes) nos dejamos conducir por Mainó (= colibrí)”, dicen. Cabe destacar que “Mainó cuida de la palabra-alma de los párvulos; cuando los padres de un niño pequeño se ausentan del hogar, a menudo el alma del niño les sigue, y Mainó evita que se extravíe (...).”

Si “Tupambaé” nos remite a una denominación mestiza, “Mainumbí” consigue ser plenamente originaria, con connotaciones que generan resonancias en el contexto epocal del grupo. Luego de la opresión y los horrores de la dictadura cívico militar que sumió en el silencio a la mayoría de las propuestas independientes, el regreso de la democracia habilitó nuevas experiencias en sintonía con lo pasado y el porvenir, una revalorización de la vida y de la libertad, un cuidado de la palabra-alma.
El rol desempeñado por Gastón Gori en Tupambaé será replicado por Horacio Rossi al frente del grupo conformado por Pablo Guastavino, Néstor Fenoglio, Roberto Daniel Malatesta, María Alejandra Tiraboschi y Fernando Vaschetto, cuyas producciones se dieron a conocer a través de una colección autogestiva de poesía, que incluyó publicaciones de Hugo Mandón y Oscar Ángel Agú. Los títulos firmados por Horacio Rossi son: el cuaderno Mainumby (1984) y el libro «... Del aire hallado...» (1988), que extrae su nombre y su leitmotiv de un verso del poema “Villaguay (Vidalita de la vuelta)” de Juan L. Ortiz, e incluye poemas como “Poema del 82” o “Facta”, que nos remiten a la ciclotímica época de transición democrática.

### La Red,EL ARCA del Sur, Grupo "LuzAzul" (1996-2001)
A principios de la década del ‘90, por iniciativa del poeta Roberto Aguirre Molina, gestor de ediciones delanada, nace la colección cooperativa de poetas de Santa Fe "El soplo y el viento", con el objetivo de hacer circular la poesía capitalina dentro y fuera de la provincia de Santa Fe. Fueron publicadas plaquettes de Fabián Herrero, Beatriz Vallejos, Danilo Doyharzábal, Roberto Daniel Malatesta, Oscar Ángel Agú, Jorge Cappato, Estela Figueroa, Carlos Vladimirsky, Kiwi y muchos más, lo cual da cuenta de la pluralidad estética de la propuesta. La colección incluyó Región de las tenues voces (1991) de Horacio C. Rossi. Por la misma época, Agú, Rossi y la poeta Teresa Guzzonato elaboran el fanzine La Red, antecedente directo de la revista EL ARCA del Sur, ideada y realizada por Alejandro Álvarez desde 1992 hasta el 2012: una publicación periódica gratuita, en pequeño formato, con una tirada de 3000 ejemplares, en la que inicialmente participaron Rossi y Agú como parte del concejo editorial. La revista contó con su propia colección de poesía. En ella encontramos, de Horacio Rossi, el libro La Pluma de Polen (1994) y las plaquettes Culminación (1994) y En la terraza (1995).
En 1996, en sociedad con Oscar Agú, Rossi funda el grupo interdisciplinar e itinerante de poesía, música, danza, teatro y plástica “LuzAzul”, en el que participaron diversos artistas de la zona: Marilyn Jullier, Lorena Viola, Pamela San Martín, Natalia Agú, Alfonsina Rabellino, Leonardo Utrera, Marcelo Cornut, Valeria Elías, Exequiel Ricca y muchos más. Realizan varias presentaciones en la ciudad de Santa Fe y otras localidades de la provincia. Siendo parte de este grupo publica su poemario ¡AH! mor... (1999). Con el cambio de siglo, LuzAzul se convirtió en un volante de poesía que –hasta la actualidad, gracias a Oscar Agú– se distribuye regularmente en forma gratuita. A partir de 1997 y hasta el 2001 Horacio Rossi incursiona en radio colaborando, junto a Oscar Agú y Nora Didier, en el programa “Nuestra Herencia Cultural”, transmitido por LRA14 Radio Nacional Santa Fe y conducido por Andrés S. Meloni. A partir de ese mismo año, a raíz de un viaje a Austria en el que toma contacto con Luis Alfredo Duarte Herrera, pintor y poeta oriundo de Colombia, editor del Magazín Cultural Latinoamericano Xicóatl, oficia de puente cultural entre Salzburgo y Latinoamérica, publicándose varios poemas de autores santafesinos traducidos al alemán por Renato Vecellio. 
El último libro individual que llega a publicar Horacio Rossi antes de su muerte (causada por un cáncer linfático fulminante) no es de poesía sino de narrativa: Lambrusco (2003), “una obra extraña, sugestiva y original –señaló Alfredo Di Bernardo en el prólogo– (...) novela escrita por un poeta que no se disfraza de narrador, sino que sigue siendo poeta en cada página. A tal punto que cabría conjeturar si acaso, más que de una novela, no estamos en presencia de un extenso poema novelado”.

## Homenajes
Al mes de su fallecimiento, la revista EL ARCA del Sur despidió a su mentor y amigo con una antología in memoriam. Lo mismo hizo el grupo santotomesino “Con nombre a medias” –integrado por M. Elisa Aguatti, Viviana Caminiti, Damián Cena, Vanesa Lovino, Alfonsina Rabellino, M. José Sánchez y M. Belén Sánchez– con el libro de artista Homenaje a Horacio Rossi. Se realiza el décimo encuentro de escritores santafesinos con estudiantes del nivel secundario de la Escuela Provincial de Artes Visuales “Prof. Juan Mantovani” y se edita la antología La luz de los decires IV. Antología literaria santafesina ilustrada, con esta dedicatoria de María Alejandra Tiraboschi:

(...) Desde el espacio de Lengua y Literatura nos propusimos acercar generaciones, integrar distintos modos de expresión, contribuir a la difusión de voces que nos identifican y colaborar en acuñar la idea de que cada uno de nosotros puede con pequeños gestos abrir resquicios de divulgación de la cultura santafesina. En esta tarea tuvimos siempre la cálida compañía, los poemas, el aliento constante, los consejos del amigo y poeta Horacio Rossi. Es a su luminosa y persistente presencia, a quien hoy queremos dedicarle estas páginas.

En octubre de 2009 sus amigos publican en forma colaborativa el Poema de Cachi, basado en un viaje al noroeste argentino que realizara el poeta en septiembre de 2007. 
El 15 de abril de 2010, a instancias de sus amigos más cercanos y con el aval de la Asociación Santafesina de Escritores (ASDE) y de la Sociedad Argentina de Escritores (SADE) filial Santa Fe, el Concejo Municipal de la Ciudad de Santa Fe de la Vera Cruz sanciona la ordenanza Nº 11.675, que declara la primera semana de octubre de cada año “Semana de la Poesía”, en conmemoración del nacimiento de Horacio Rossi.
En el año 2011 Oscar Agú publica la antología Como un canto... (Cuaderno Nº 16 de la colección LuzAzul) que incluye textos inéditos. Y en el 2015, Por haber estado, una antología homenaje que recopila poemas y prosas de Oreste Abiatte, Adriana Díaz Crosta, Gastón Gori, Hugo Mandón, Elda Massoni, Beatriz Vallejos y Horacio C. Rossi. 
La editorial Palabrava, dirigida por Patricia Severín, publica en 2021 la antología temática En la terraza. Poemas elegidos, con selección, prólogo y cronología al cuidado de Diego E. Suárez.

## Publicaciones

### Poesía

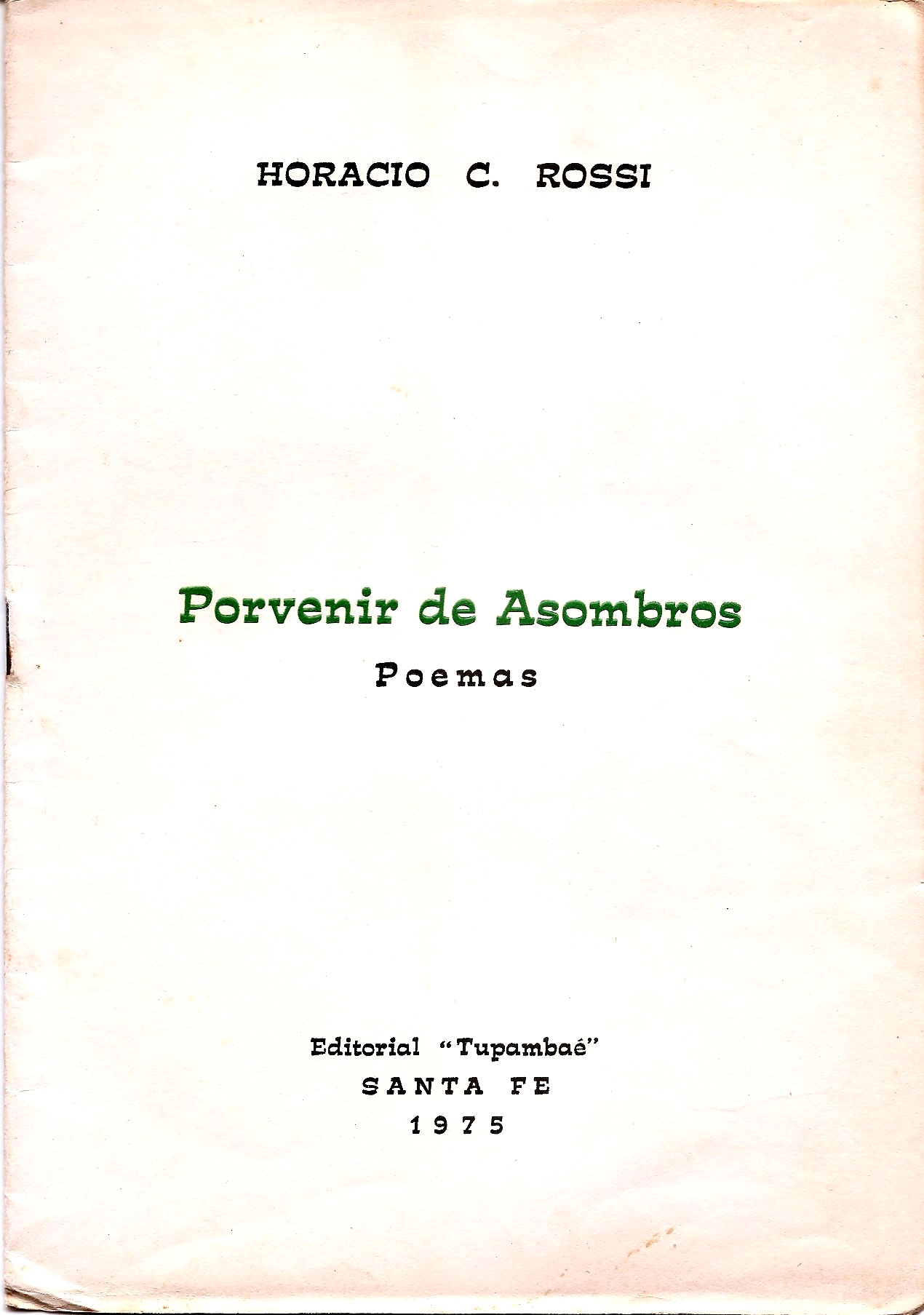
Porvenir de Asombros (1975)

- Porvenir de Asombros (Santa Fe: Tupambaé, 1975)
- De dioses derribados (ídem)
- Padrinazgo Nocticular (Santa Fe: Tupambaé, 1976)
- Mainumby (Santa Fe: Mainumbí, 1984)
- Del aire hallado (Santa Fe: Mainumbí, 1989)
- Región de las tenues voces (Santa Fe: delanada, 1991)
- Culminación (Santa Fe: EL ARCA del Sur, 1994)
- La pluma de polen (ídem)
- En la terraza (Santa Fe: EL ARCA del Sur, 1995)
- ¡AH! mor... (Santa Fe: LuzAzul, 1999)
- Poema de Cachi (Santa Fe: de los amigos, 2009. Póstumo)
- Como un canto... (Santa Fe: LuzAzul, 2011. Póstumo)

### Narrativa
- Lambrusco (Santa Fe: del autor, 2003)

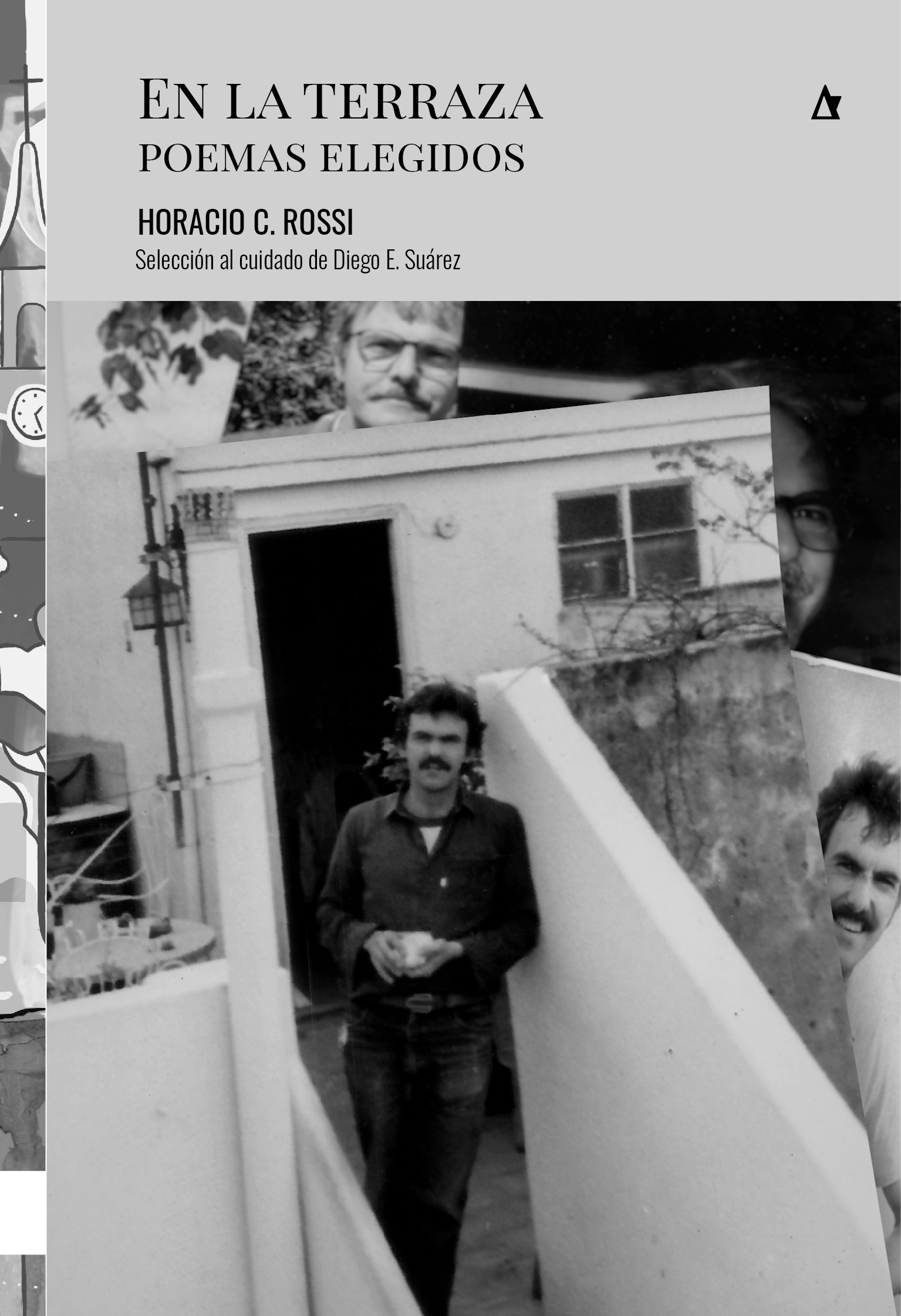
En la terraza. Poemas elegidos (2021) Selección al cuidado de Diego E. Suárez

### Antologías individuales
- Rossi, Horacio C. (2007) del rossi ¡oh! Santa Fe: Editado por sus amigos.
- —   (2008) Floreceremos algún día en el mismo sentido que el sol. Todos juntos podremos. En: revista EL ARCA del Sur, Año XVI, Nº 146, Santa Fe, junio de 2008. (Póstumo).
- —   (2008) Homenaje a Horacio Rossi. Santo Tomé-Santa Fe: Grupo con nombre a medias. (Póstumo).
- —   (2011) Como un canto... Santa Fe: Colección LuzAzul, “Cuadernos y Palabras” Nº 16. Prólogo de Guillermo Heredia. (Póstumo).
- —   (2021) En la terraza. Poemas elegidos. Santa Fe: Palabrava. (Póstumo).

### Antologías colectivas
- Rossi, Horacio C. et al. (1988) Demo Arte. Arte joven santafesino. Primera muestra de poesía ilustrada. Santa Fe: Comisión de Cultura de la Cámara de Diputados de la Provincia de Santa Fe.
- Malatesta, Roberto (Comp.) (1991) Seis poetas santafesinos. Santa Fe: Amaltea. ISBN: 950-995-3644.
- Rossi, Horacio C. et al. (1992) El tren. Rosario: Subsecretaría de Cultura de la Municipalidad.
- —   (1994) Silencio a cinco luces. Santa Fe: de los autores.
- —   (1994) Camino de Plata. Santo Tomé: Banco Bica.
- —   (1994) Decantología. Santa Fe: Ediciones El Arca del Sur.
- —   (1998) Huellas de Palabras. Santo Tomé: Banco Bica.
- —   (1998) Arte & Letras. 3ª Muestra de Plástica y Literatura. Santa Fe: Fundación Bica.
- —   (1998) Dar a Lux. Antología literaria. Santa Fe: Sociedad Argentina de Escritores filial Santa Fe. ISBN: 978-987-95658-7-2.
- —   (1999) Amalgama. Santo Tomé: Santo Tomé: Fundación Bica. Prólogos de Gastón Gori y Zulma Molaro.
- —   (1999) Poemas sin tiempo. Diez poetas de Santa Fe. En: cuadernos GACETA LITERARIA, Nº 34, Santa Fe, septiembre de 1999. Prólogo de Jorge M. Taverna Irigoyen.
- —   (1999) El dibujo de las voces. Poemas santafesinos ilustrados. Santa Fe: Escuela Provincial de Artes Visuales “Prof. Juan Mantovani”.
- —   (2000) La luz de los decires. Antología santafesina ilustrada. Santa Fe: Escuela Provincial de Artes Visuales “Prof. Juan Mantovani”.
- —   (2001) La luz de los decires II. Antología literaria santafesina ilustrada. Santa Fe: Escuela Provincial de Artes Visuales “Prof. Juan Mantovani”.
- —   (2005) En Bandada. Antología 2005. Santa Fe: de los autores, ISBN: 978-987-43-9753-9.
- —   (2007) Antología 30 aniversario. Santa Fe: Sociedad Argentina de Escritores filial Santa Fe. ISBN: 978-987-97192-6-8.
- —   (2007) La luz de los decires III. Efímera huella, eterno reflejo... Santa Fe: Escuela Provincial de Artes Visuales “Prof. Juan Mantovani”.
- —   (2008) Arena de nueve cantos. Antología de Poetas Santafesinos. Santa Fe: de los autores, ISBN: 978-987-05-4556-9. (Póstumo).
- —   (2008) La luz de los decires IV. Antología literaria santafesina ilustrada. Santa Fe: Escuela Provincial de Artes Visuales “Prof. Juan Mantovani”. (Póstumo).
- —   (2015) Por haber estado. Antología. Santa Fe: Colección LuzAzul, “Cuadernos y Palabras” Nº 33. (Póstumo).

## Sobre su obra
- Guastavino, Pablo (1989) “Sobre el flanco del sur, existen voces”. En: diario El Litoral. Santa Fe, lunes 25 de septiembre de 1989.
- Suárez, Diego (2021) "Lo que hace habitable al mundo". En Rossi, Horacio C. (2021). En la terraza. Poemas elegidos. Santa Fe: Palabrava. ISBN 978-987-4156-39-6.
- Vallejos, Celina (2007) “La fiesta del lenguaje. Lambrusco de Horacio Rossi”. En: diario El Litoral. Santa Fe, 17 de mayo de 2007.
- —   (2009) “El barroco en las prácticas discursivas de la literatura hispanoamericana actual. La fiesta de la lengua en Lambrusco de Horacio Rossi”. En: González, Nora et al. (comps.) El siglo de Oro Español. Criticas, reescrituras, debates. Santa Fe: Ediciones UNL, 2009; pp. 510-515.
- Van Bredam, Orlando (2000) “Poesía para hacer habitable el mundo”. En: diario La Mañana. Formosa: domingo 28 de mayo de 2000.